# Hear!
Hear! è il secondo album in studio del gruppo musicale statunitense Trixter, pubblicato nell'ottobre 1992 dalla MCA Records. 

## Tracce
1. Road of a Thousand Dreams – 4:06
2. Damn Good – 4:52
3. Rockin' Horse – 4:11
4. Power of Love – 3:51
5. Runaway Train – 5:23
6. Bloodrock – 4:35
7. Waiting in That Line – 5:05
8. Nobody's a Hero – 4:26
9. Wild Is the Heart – 4:16
10. What It Takes – 5:03
11. As the Candle Burns – 5:55
12. On the Road Again – 3:43

## Formazione
- Peter Loran – voce
- Steve Brown – chitarra, armonica, cori
- P.J. Farley – basso, cori
- Mark "Gus" Scott – batteria, percussioni, cori

Altri musicisti
- Liad Cohen – tastiere